# Qualificazioni al campionato mondiale di calcio 2002 - CONCACAF
Sono elencate di seguito le date e i risultati della zona centro-nordamericana (CONCACAF) per le qualificazioni al mondiale del 2002.

## Formula
35 membri FIFA si contendono i 3 posti messi a disposizione per la fase finale.  Messico,  Stati Uniti,  Giamaica, e  Costa Rica accedono direttamente alla seconda fase; il  Canada accede direttamente ai playoff della prima fase. Le qualificazioni si dividono in due fasi.
Nella prima fase le squadre si contendono 8 posti disponibili per la seconda fase, con partite di andata e ritorno, così suddivisi:
- Zona caraibica - 24 squadre, suddivise in 3 gruppi di 8 squadre, giocano playoff con partite di andata e ritorno, e si contendono 3 posti disponibili per la seconda fase. Le vincenti accedono alla seconda fase, le perdenti accedono ai playoff Caraibi-Centroamerica.
- Zona centroamericana - 6 squadre, suddivise in 2 gruppi di 3 squadre, giocano partite di andata e ritorno, e si contendono 2 posti disponibili per la seconda fase. Le prime classificate accedono alla seconda fase, le seconde classificate accedono ai playoff Caraibi-Centroamerica.
- Playoff Caraibi-Centroamerica - 6 squadre (le seconde classificate della zona centroamericana, le perdenti della zona caraibica, più il  Canada), giocano playoff con partite di andata e ritorno, e si contendono 3 posti disponibili per la seconda fase.

La seconda fase si divide in due turni.
Nel primo le 8 squadre vincenti della prima fase più il  Messico, gli  Stati Uniti, la  Costa Rica e la  Giamaica si dividono in 3 gruppi di 4 squadre, con partite di andata e ritorno. Le prime due classificate accedono al secondo turno.
Nel secondo turno, le 6 squadre vincenti del primo turno formano un gruppo, con partite di andata e ritorno. Le prime 3 classificate si qualificano alla fase finale.

## Prima Fase

### Zona caraibica

#### Primo turno

##### Gruppo 1
| Data          | Luogo       | Squadra 1    | Risultato | Squadra 2    |
| ------------- | ----------- | ------------ | --------- | ------------ |
| 5 marzo 2000  | L'Avana     | Cuba         | 4 - 0     | Isole Cayman |
| 19 marzo 2000 | George Town | Isole Cayman | 0 - 0     | Cuba         |

| Data          | Luogo      | Squadra 1   | Risultato          | Squadra 2   |
| ------------- | ---------- | ----------- | ------------------ | ----------- |
| 5 marzo 2000  | Castries   | Saint Lucia | 1 - 0              | Suriname    |
| 19 marzo 2000 | Paramaribo | Suriname    | 1 - 0 3 - 1 d.c.r. | Saint Lucia |

| Data          | Luogo      | Squadra 1  | Risultato | Squadra 2  |
| ------------- | ---------- | ---------- | --------- | ---------- |
| 11 marzo 2000 | Oranjestad | Aruba      | 4 - 2     | Porto Rico |
| 18 marzo 2000 | San Juan   | Porto Rico | 2 - 2     | Aruba      |

| Data          | Luogo          | Squadra 1 | Risultato    | Squadra 2 |
| ------------- | -------------- | --------- | ------------ | --------- |
| 5 marzo 2000  | Bridgetown     | Barbados  | 2 - 2        | Grenada   |
| 18 marzo 2000 | Saint George's | Grenada   | 2 - 3 d.t.s. | Barbados  |

 Cuba,  Suriname,  Aruba e  Barbados qualificati al secondo turno.

##### Gruppo 2
| Data | Luogo | Squadra 1         | Risultato | Squadra 2 |
| ---- | ----- | ----------------- | --------- | --------- |
|      |       | Antigua e Barbuda | N/G       | Guyana    |

| Data          | Luogo        | Squadra 1                 | Risultato | Squadra 2                 |
| ------------- | ------------ | ------------------------- | --------- | ------------------------- |
| 5 marzo 2000  | Kingstown    | Saint Vincent e Grenadine | 9 - 0     | Isole Vergini Americane   |
| 19 marzo 2000 | Frederiksted | Isole Vergini Americane   | 1 - 5     | Saint Vincent e Grenadine |

| Data          | Luogo      | Squadra 1           | Risultato | Squadra 2           |
| ------------- | ---------- | ------------------- | --------- | ------------------- |
| 18 marzo 2000 | Basseterre | Saint Kitts e Nevis | 8 - 0     | Turks e Caicos      |
| 21 marzo 2000 | Basseterre | Turks e Caicos      | 0 - 6     | Saint Kitts e Nevis |

| Data          | Luogo     | Squadra 1                 | Risultato | Squadra 2                 |
| ------------- | --------- | ------------------------- | --------- | ------------------------- |
| 5 marzo 2000  | Road Town | Isole Vergini Britanniche | 1 - 5     | Bermuda                   |
| 19 marzo 2000 | Hamilton  | Bermuda                   | 9 - 0     | Isole Vergini Britanniche |

 Antigua e Barbuda,  Saint Vincent e Grenadine,  Saint Kitts e Nevis e  Bermuda qualificati al secondo turno.

##### Gruppo 3
| Data          | Luogo         | Squadra 1         | Risultato | Squadra 2         |
| ------------- | ------------- | ----------------- | --------- | ----------------- |
| 4 marzo 2000  | Port of Spain | Trinidad e Tobago | 5 - 0     | Antille Olandesi  |
| 18 marzo 2000 | Willemstad    | Antille Olandesi  | 1 - 1     | Trinidad e Tobago |

| Data          | Luogo         | Squadra 1       | Risultato | Squadra 2       |
| ------------- | ------------- | --------------- | --------- | --------------- |
| 5 marzo 2000  | San Cristóbal | Rep. Dominicana | 3 - 0     | Montserrat      |
| 19 marzo 2000 | Port of Spain | Montserrat      | 1 - 3     | Rep. Dominicana |

| Data          | Luogo          | Squadra 1 | Risultato | Squadra 2 |
| ------------- | -------------- | --------- | --------- | --------- |
| 11 marzo 2000 | Port-au-Prince | Haiti     | 4 - 0     | Dominica  |
| 19 marzo 2000 | Roseau         | Dominica  | 1 - 3     | Haiti     |

| Data          | Luogo      | Squadra 1 | Risultato | Squadra 2 |
| ------------- | ---------- | --------- | --------- | --------- |
| 5 marzo 2000  | The Valley | Anguilla  | 1 - 3     | Bahamas   |
| 19 marzo 2000 | Nassau     | Bahamas   | 2 - 1     | Anguilla  |

 Trinidad e Tobago,  Rep. Dominicana,  Haiti e  Bahamas qualificati al secondo turno.

#### Secondo Turno

##### Gruppo 1
| Data           | Luogo      | Squadra 1 | Risultato | Squadra 2 |
| -------------- | ---------- | --------- | --------- | --------- |
| 1º aprile 2000 | Oranjestad | Aruba     | 1 - 3     | Barbados  |
| 16 aprile 2000 | Bridgetown | Barbados  | 4 - 0     | Aruba     |

| Data           | Luogo      | Squadra 1 | Risultato | Squadra 2 |
| -------------- | ---------- | --------- | --------- | --------- |
| 2 aprile 2000  | L'Avana    | Cuba      | 1 - 0     | Suriname  |
| 16 aprile 2000 | Paramaribo | Suriname  | 0 - 0     | Cuba      |

 Barbados e  Cuba qualificate al terzo turno.

##### Gruppo 2
| Data           | Luogo        | Squadra 1         | Risultato | Squadra 2         |
| -------------- | ------------ | ----------------- | --------- | ----------------- |
| 16 aprile 2000 | Saint John's | Antigua e Barbuda | 0 - 0     | Bermuda           |
| 23 aprile 2000 | Hamilton     | Bermuda           | 1 - 1     | Antigua e Barbuda |

| Data           | Luogo      | Squadra 1                 | Risultato | Squadra 2                 |
| -------------- | ---------- | ------------------------- | --------- | ------------------------- |
| 16 aprile 2000 | Kingstown  | Saint Vincent e Grenadine | 1 - 0     | Saint Kitts e Nevis       |
| 22 aprile 2000 | Basseterre | Saint Kitts e Nevis       | 1 - 2     | Saint Vincent e Grenadine |

 Antigua e Barbuda e  Saint Vincent e Grenadine qualificate al terzo turno.

##### Gruppo 3
| Data           | Luogo          | Squadra 1 | Risultato | Squadra 2 |
| -------------- | -------------- | --------- | --------- | --------- |
| 1º aprile 2000 | Port-au-Prince | Haiti     | 9 - 0     | Bahamas   |
| 16 aprile 2000 | Nassau         | Bahamas   | 0 - 4     | Haiti     |

| Data           | Luogo         | Squadra 1         | Risultato | Squadra 2         |
| -------------- | ------------- | ----------------- | --------- | ----------------- |
| 2 aprile 2000  | Port of Spain | Trinidad e Tobago | 3 - 0     | Rep. Dominicana   |
| 16 aprile 2000 | San Cristóbal | Rep. Dominicana   | 0 - 1     | Trinidad e Tobago |

 Haiti e  Trinidad e Tobago qualificate al terzo turno.

#### Terzo Turno

##### Gruppo 1
| Data           | Luogo      | Squadra 1 | Risultato        | Squadra 2 |
| -------------- | ---------- | --------- | ---------------- | --------- |
| 7 maggio 2000  | L'Avana    | Cuba      | 1 - 1            | Barbados  |
| 21 maggio 2000 | Bridgetown | Barbados  | 1 - 1 5-4 d.c.r. | Cuba      |

 Barbados qualificata alla seconda fase.  Cuba accede ai playoff Caraibi-Centroamerica.

##### Gruppo 2
| Data           | Luogo        | Squadra 1                 | Risultato | Squadra 2                 |
| -------------- | ------------ | ------------------------- | --------- | ------------------------- |
| 7 maggio 2000  | Saint John's | Antigua e Barbuda         | 2 - 1     | Saint Vincent e Grenadine |
| 21 maggio 2000 | Kingstown    | Saint Vincent e Grenadine | 4 - 0     | Antigua e Barbuda         |

 Saint Vincent e Grenadine qualificata alla seconda fase.  Antigua e Barbuda accede ai playoff Caraibi-Centroamerica.

##### Gruppo 3
| Data           | Luogo          | Squadra 1         | Risultato | Squadra 2         |
| -------------- | -------------- | ----------------- | --------- | ----------------- |
| 7 maggio 2000  | Port of Spain  | Trinidad e Tobago | 3 - 1     | Haiti             |
| 19 maggio 2000 | Port-au-Prince | Haiti             | 1 - 1     | Trinidad e Tobago |

 Trinidad e Tobago qualificata alla seconda fase.  Haiti accede ai playoff Caraibi-Centroamerica.

### Zona Centroamericana

#### Gruppo 1
| Data           | Luogo               | Squadra 1   | Risultato | Squadra 2   |
| -------------- | ------------------- | ----------- | --------- | ----------- |
| 5 marzo 2000   | San Salvador        | El Salvador | 5 - 0     | Belize      |
| 19 marzo 2000  | San Pedro Sula      | Belize      | 1 - 2     | Guatemala   |
| 2 aprile 2000  | Città del Guatemala | Guatemala   | 0 - 1     | El Salvador |
| 16 aprile 2000 | Orange Walk Town    | Belize      | 1 - 3     | El Salvador |
| 7 maggio 2000  | San Salvador        | El Salvador | 1 - 1     | Guatemala   |
| 19 maggio 2000 | San Pedro Sula      | Guatemala   | 0 - 0     | Belize      |

| Pos | Squadra     | Pti | G | V | N | P | GF | GS | DR |
| --- | ----------- | --- | - | - | - | - | -- | -- | -- |
| 1   | El Salvador | 10  | 4 | 3 | 1 | 0 | 10 | 2  | +8 |
| 2   | Guatemala   | 5   | 4 | 1 | 2 | 1 | 3  | 3  | 0  |
| 3   | Belize      | 1   | 4 | 0 | 1 | 3 | 2  | 10 | -8 |

 El Salvador qualificato al secondo turno.  Guatemala accede ai playoff Caraibi-Centroamerica.

#### Gruppo 2
| Data           | Luogo          | Squadra 1 | Risultato | Squadra 2 |
| -------------- | -------------- | --------- | --------- | --------- |
| 4 marzo 2000   | San Pedro Sula | Honduras  | 3 - 0     | Nicaragua |
| 19 marzo 2000  | Diriamba       | Nicaragua | 0 - 2     | Panama    |
| 2 aprile 2000  | Panama         | Panama    | 1 - 0     | Honduras  |
| 16 aprile 2000 | Diriamba       | Nicaragua | 0 - 1     | Honduras  |
| 7 maggio 2000  | Tegucigalpa    | Honduras  | 3 - 1     | Panama    |
| 21 maggio 2000 | Panama         | Panama    | 4 - 0     | Nicaragua |

| Pos | Squadra   | Pti | G | V | N | P | GF | GS | DR  |
| --- | --------- | --- | - | - | - | - | -- | -- | --- |
| 1   | Panama    | 9   | 4 | 3 | 0 | 1 | 8  | 3  | +5  |
| 2   | Honduras  | 9   | 4 | 3 | 0 | 1 | 7  | 2  | +5  |
| 3   | Nicaragua | 0   | 4 | 0 | 0 | 4 | 0  | 10 | -10 |

 Panama qualificato al secondo turno.  Honduras accede ai playoff Caraibi-Centroamerica.

### Playoff Caraibi-Centroamerica
| Data           | Luogo    | Squadra 1 | Risultato | Squadra 2 |
| -------------- | -------- | --------- | --------- | --------- |
| 4 giugno 2000  | L'Avana  | Cuba      | 0 - 1     | Canada    |
| 11 giugno 2000 | Winnipeg | Canada    | 0 - 0     | Cuba      |

| Data           | Luogo               | Squadra 1         | Risultato | Squadra 2         |
| -------------- | ------------------- | ----------------- | --------- | ----------------- |
| 11 giugno 2000 | Saint John's        | Antigua e Barbuda | 0 - 1     | Guatemala         |
| 18 giugno 2000 | Città del Guatemala | Guatemala         | 8 - 1     | Antigua e Barbuda |

| Data           | Luogo          | Squadra 1 | Risultato | Squadra 2 |
| -------------- | -------------- | --------- | --------- | --------- |
| 3 giugno 2000  | San Pedro Sula | Honduras  | 4 - 0     | Haiti     |
| 17 giugno 2000 | Port-au-Prince | Haiti     | 1 - 3     | Honduras  |

 Canada,  Guatemala e  Honduras qualificate alla seconda fase.

## Seconda Fase

### Primo Turno

#### Gruppo 1
| Data             | Luogo             | Squadra 1         | Risultato | Squadra 2         |
| ---------------- | ----------------- | ----------------- | --------- | ----------------- |
| 16 luglio 2000   | Panama            | Panama            | 0 - 1     | Messico           |
| 16 luglio 2000   | Edmonton          | Canada            | 0 - 2     | Trinidad e Tobago |
| 23 luglio 2000   | Panama            | Panama            | 0 - 0     | Canada            |
| 23 luglio 2000   | Port of Spain     | Trinidad e Tobago | 1 - 0     | Messico           |
| 15 agosto 2000   | Città del Messico | Messico           | 2 - 0     | Canada            |
| 16 agosto 2000   | Port of Spain     | Trinidad e Tobago | 6 - 0     | Panama            |
| 3 settembre 2000 | Città del Messico | Messico           | 7 - 1     | Panama            |
| 3 settembre 2000 | Port of Spain     | Trinidad e Tobago | 4 - 0     | Canada            |
| 8 ottobre 2000   | Città del Messico | Messico           | 7 - 0     | Trinidad e Tobago |
| 9 ottobre 2000   | Winnipeg          | Canada            | 1 - 0     | Panama            |
| 15 novembre 2000 | Port of Spain     | Panama            | 0 - 1     | Trinidad e Tobago |
| 15 novembre 2000 | Toronto           | Canada            | 0 - 0     | Messico           |

| Pos | Squadra           | Pti | G | V | N | P | GF | GS | DR  |
| --- | ----------------- | --- | - | - | - | - | -- | -- | --- |
| 1   | Trinidad e Tobago | 15  | 6 | 5 | 0 | 1 | 14 | 7  | +7  |
| 2   | Messico           | 13  | 6 | 4 | 1 | 1 | 17 | 2  | +15 |
| 3   | Canada            | 5   | 6 | 1 | 2 | 3 | 1  | 8  | -7  |
| 4   | Panama            | 1   | 6 | 0 | 1 | 5 | 1  | 16 | -15 |

 Trinidad e Tobago e  Messico qualificate al secondo turno.

#### Gruppo 2
| Data             | Luogo          | Squadra 1                 | Risultato | Squadra 2                 |
| ---------------- | -------------- | ------------------------- | --------- | ------------------------- |
| 16 luglio 2000   | San Salvador   | El Salvador               | 2 - 5     | Honduras                  |
| 16 luglio 2000   | Kingstown      | Saint Vincent e Grenadine | 0 - 1     | Giamaica                  |
| 23 luglio 2000   | San Salvador   | El Salvador               | 7 - 1     | Saint Vincent e Grenadine |
| 23 luglio 2000   | Kingston       | Giamaica                  | 3 - 1     | Honduras                  |
| 16 agosto 2000   | Kingston       | Giamaica                  | 1 - 0     | El Salvador               |
| 16 agosto 2000   | Tegucigalpa    | Honduras                  | 6 - 0     | Saint Vincent e Grenadine |
| 2 settembre 2000 | San Pedro Sula | Honduras                  | 5 - 0     | El Salvador               |
| 3 settembre 2000 | Kingston       | Giamaica                  | 2 - 0     | Saint Vincent e Grenadine |
| 8 ottobre 2000   | Tegucigalpa    | Honduras                  | 1 - 0     | Giamaica                  |
| 8 ottobre 2000   | Kingstown      | Saint Vincent e Grenadine | 1 - 2     | El Salvador               |
| 14 novembre 2000 | Kingstown      | Saint Vincent e Grenadine | 0 - 12    | Honduras                  |
| 15 novembre 2000 | San Salvador   | El Salvador               | 2 - 0     | Giamaica                  |

| Pos | Squadra                   | Pti | G | V | N | P | GF | GS | DR  |
| --- | ------------------------- | --- | - | - | - | - | -- | -- | --- |
| 1   | Honduras                  | 15  | 6 | 5 | 0 | 1 | 25 | 5  | +20 |
| 2   | Giamaica                  | 12  | 6 | 4 | 0 | 2 | 7  | 4  | +3  |
| 3   | El Salvador               | 9   | 6 | 3 | 0 | 3 | 13 | 13 | 0   |
| 4   | Saint Vincent e Grenadine | 0   | 6 | 0 | 0 | 6 | 2  | 25 | -23 |

 Honduras e  Giamaica qualificate al secondo turno.

#### Gruppo 3
| Data             | Luogo          | Squadra 1   | Risultato | Squadra 2   |
| ---------------- | -------------- | ----------- | --------- | ----------- |
| 16 luglio 2000   | Mazatenango    | Guatemala   | 1 - 1     | Stati Uniti |
| 16 luglio 2000   | Bridgetown     | Barbados    | 2 - 1     | Costa Rica  |
| 22 luglio 2000   | Quetzaltenango | Guatemala   | 2 - 0     | Barbados    |
| 23 luglio 2000   | San José       | Costa Rica  | 2 - 1     | Stati Uniti |
| 15 agosto 2000   | Alajuela       | Costa Rica  | 2 - 1     | Guatemala   |
| 16 agosto 2000   | Foxborough     | Stati Uniti | 7 - 0     | Barbados    |
| 3 settembre 2000 | San José       | Costa Rica  | 3 - 0     | Barbados    |
| 3 settembre 2000 | Washington     | Stati Uniti | 1 - 0     | Guatemala   |
| 8 ottobre 2000   | Bridgetown     | Barbados    | 1 - 3     | Guatemala   |
| 11 ottobre 2000  | Columbus       | Stati Uniti | 0 - 0     | Costa Rica  |
| 15 novembre 2000 | Mazatenango    | Guatemala   | 2 - 1     | Costa Rica  |
| 15 novembre 2000 | Bridgetown     | Barbados    | 0 - 4     | Stati Uniti |

| Pos | Squadra     | Pti | G | V | N | P | GF | GS | DR  |
| --- | ----------- | --- | - | - | - | - | -- | -- | --- |
| 1   | Stati Uniti | 11  | 6 | 3 | 2 | 1 | 14 | 3  | +11 |
| 2   | Costa Rica  | 10  | 6 | 3 | 1 | 2 | 9  | 6  | +3  |
| 3   | Guatemala   | 10  | 6 | 3 | 1 | 2 | 9  | 6  | +3  |
| 4   | Barbados    | 3   | 6 | 1 | 0 | 5 | 3  | 20 | -17 |

 Stati Uniti qualificati al secondo turno.  Costa Rica e  Guatemala effettuano uno spareggio.
| Data           | Luogo | Squadra 1  | Risultato | Squadra 2 |
| -------------- | ----- | ---------- | --------- | --------- |
| 6 gennaio 2001 | Miami | Costa Rica | 5 - 2     | Guatemala |

 Costa Rica qualificato al secondo turno.

### Secondo Turno
| Data              | Luogo             | Squadra 1         | Risultato | Squadra 2         |
| ----------------- | ----------------- | ----------------- | --------- | ----------------- |
| 28 febbraio 2001  | Kingston          | Giamaica          | 1 - 0     | Trinidad e Tobago |
| 28 febbraio 2001  | San José          | Costa Rica        | 2 - 2     | Honduras          |
| 28 febbraio 2001  | Columbus          | Stati Uniti       | 2 - 0     | Messico           |
| 25 marzo 2001     | Città del Messico | Messico           | 4 - 0     | Giamaica          |
| 25 marzo 2001     | Alajuela          | Costa Rica        | 3 - 0     | Trinidad e Tobago |
| 25 marzo 2001     | San Pedro Sula    | Honduras          | 1 - 2     | Stati Uniti       |
| 25 aprile 2001    | Kingston          | Giamaica          | 1 - 1     | Honduras          |
| 25 aprile 2001    | Port of Spain     | Trinidad e Tobago | 1 - 1     | Messico           |
| 25 aprile 2001    | Kansas City       | Stati Uniti       | 1 - 0     | Costa Rica        |
| 16 giugno 2001    | Città del Messico | Messico           | 1 - 2     | Costa Rica        |
| 16 giugno 2001    | Kingston          | Giamaica          | 0 - 0     | Stati Uniti       |
| 16 giugno 2001    | Port of Spain     | Trinidad e Tobago | 2 - 4     | Honduras          |
| 20 giugno 2001    | Foxborough        | Stati Uniti       | 2 - 0     | Trinidad e Tobago |
| 20 giugno 2001    | San Pedro Sula    | Honduras          | 3 - 1     | Messico           |
| 20 giugno 2001    | Alajuela          | Costa Rica        | 2 - 1     | Giamaica          |
| 30 giugno 2001    | Port of Spain     | Trinidad e Tobago | 1 - 2     | Giamaica          |
| 1º luglio 2001    | Città del Messico | Messico           | 1 - 0     | Stati Uniti       |
| 1º luglio 2001    | Tegucigalpa       | Honduras          | 2 - 3     | Costa Rica        |
| 1º settembre 2001 | Washington        | Stati Uniti       | 2 - 3     | Honduras          |
| 1º settembre 2001 | Port of Spain     | Trinidad e Tobago | 0 - 2     | Costa Rica        |
| 2 settembre 2001  | Kingston          | Giamaica          | 1 - 2     | Messico           |
| 5 settembre 2001  | Città del Messico | Messico           | 3 - 0     | Trinidad e Tobago |
| 5 settembre 2001  | Tegucigalpa       | Honduras          | 1 - 0     | Giamaica          |
| 5 settembre 2001  | San José          | Costa Rica        | 2 - 0     | Stati Uniti       |
| 7 ottobre 2001    | San José          | Costa Rica        | 0 - 0     | Messico           |
| 7 ottobre 2001    | San Pedro Sula    | Honduras          | 0 - 1     | Trinidad e Tobago |
| 7 ottobre 2001    | Foxborough        | Stati Uniti       | 2 - 1     | Giamaica          |
| 11 novembre 2001  | Città del Messico | Messico           | 3 - 0     | Honduras          |
| 11 novembre 2001  | Port of Spain     | Trinidad e Tobago | 0 - 0     | Stati Uniti       |
| 11 novembre 2001  | Kingston          | Giamaica          | 0 - 1     | Costa Rica        |

| Pos | Squadra           | Pti | G  | V | N | P | GF | GS | DR  |
| --- | ----------------- | --- | -- | - | - | - | -- | -- | --- |
| 1   | Costa Rica        | 23  | 10 | 7 | 2 | 1 | 17 | 7  | +10 |
| 2   | Messico           | 17  | 10 | 5 | 2 | 3 | 16 | 9  | +7  |
| 3   | Stati Uniti       | 17  | 10 | 5 | 2 | 3 | 11 | 8  | +3  |
| 4   | Honduras          | 14  | 10 | 4 | 2 | 4 | 17 | 17 | 0   |
| 5   | Giamaica          | 8   | 10 | 2 | 2 | 6 | 7  | 14 | -7  |
| 6   | Trinidad e Tobago | 5   | 10 | 1 | 2 | 7 | 5  | 18 | -13 |

 Costa Rica,  Messico e  Stati Uniti qualificate alla fase finale.